# Gao Zhunyi
Gao Zhunyi   (Yanji, 21 d'agost de 1995), xinès: 高准翼, pinyin Gāo Zhǔnyì; coreà: 고준익, RR Go Joon-ik, és un jugador de futbol xinès d'ascendència coreana. Va disputar 2 partits amb la selecció de la Xina.

## Estadístiques
| Selecció de la Xina | Selecció de la Xina | Selecció de la Xina |
| Anys                | Partits             | Gols                |
| ------------------- | ------------------- | ------------------- |
| 2017                | 2                   | 0                   |
| Total               | 2                   | 0                   |